# 米切尔·布朗
米切尔·布朗（Mitchel Brown，1981年7月16日—），是一名洪都拉斯职业足球运动员，效力于中国足球协会甲级联赛球队湖北华凯尔，司职前锋。

## 中国踢球经历
2008年布朗首次到中国踢球，加盟了中国足球协会超级联赛球队青岛中能并在短期内为球队打入7个进球。
2010年，布朗加盟中甲升班马湖南湘涛，他在赛季中出场19次，打进7球，是球队的最佳射手。在2011赛季中甲联赛，布朗更进一步，打进13个进球，和大连阿尔滨球员金尼·伍德利一起获得该赛季中甲最佳射手。
2013年6月，中甲升班马湖北华凯尔宣布布朗加盟球队，以取代其同胞阿苏。